# Monte Grimano
Monte Grimano est une commune italienne de la province de Pesaro et Urbino dans la région Marches en Italie.
Le village fait partie du territoire historique du Montefeltro.

## Administration
| Période                                  | Période | Identité | Étiquette | Qualité |
| ---------------------------------------- | ------- | -------- | --------- | ------- |
|                                          |         |          |           |         |
| Les données manquantes sont à compléter. |         |          |           |         |

### Communes limitrophes
Macerata Feltria, Mercatino Conca, Monte Cerignone, Montecopiolo, San Leo, Sassofeltrio